# Фиолетовый усач
Фиоле́товый усач, или пло́ский фиоле́товый дровосе́к (Callidium violaceum) — жук семейства усачей.
Имеет плоский грудной щит, усеянный грубыми точками; надкрылья его грубоморщинистые и зернистые, окраска синяя или фиолетовая; усики, лапки и брюшко бурые; усики у самцов и самок короче тела; длина — 11—13 мм. Этот вид, встречающийся во всей Европе и завезённый в Северную Америку, вредит в некоторых местностях мёртвому дереву, грызя доски, заборы, а также мебель и тому подобное. Для предохранения от жуков рекомендуют пропитывать дерево хлористым цинком, сулемой и другими веществами.